# 八百間通り

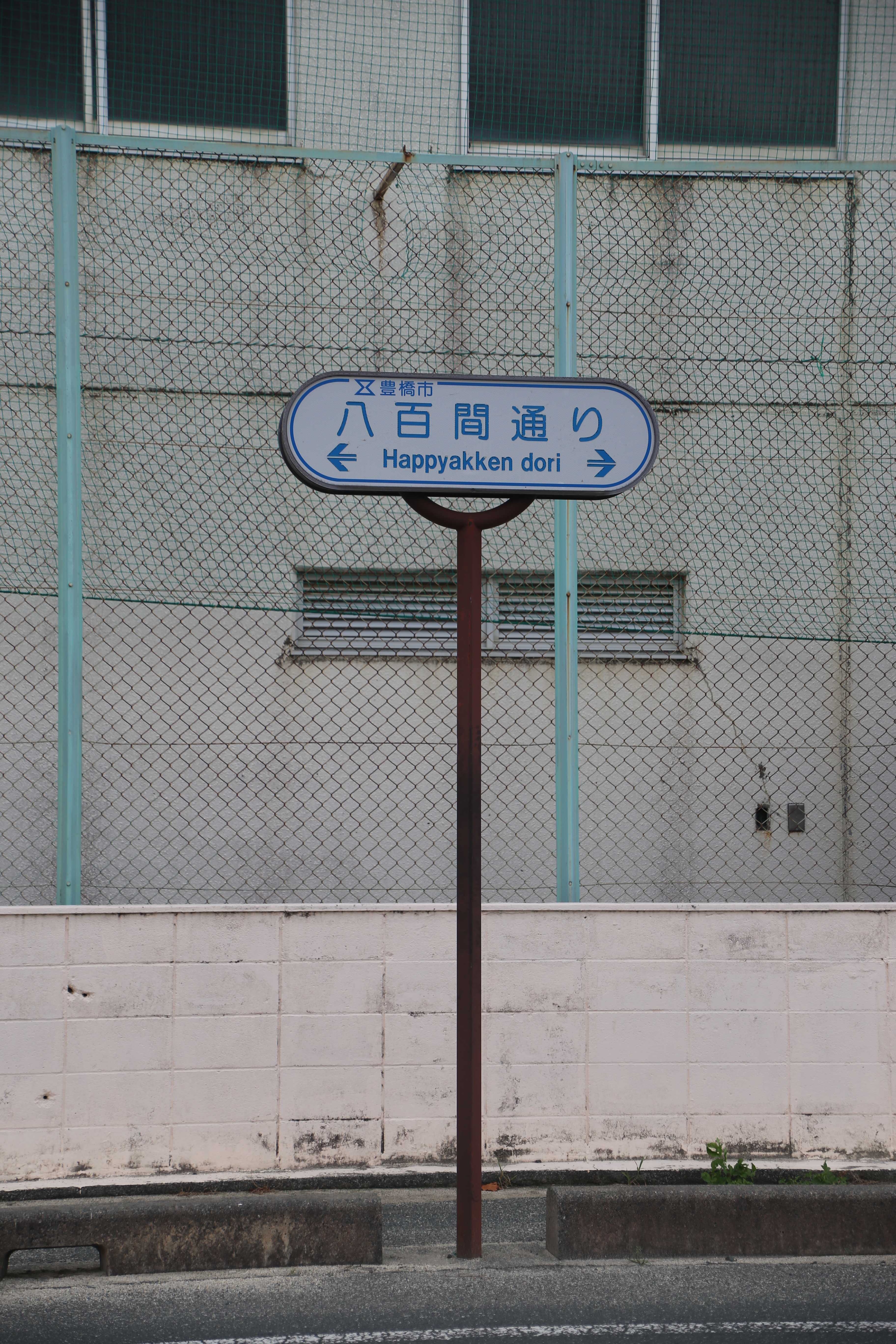
八百間通り（愛知県豊橋市舟原町）

八百間通り（はっぴゃっけんどおり）とは、愛知県豊橋市西新町から同市前田南町までを南北に通る市道の通称名である。豊橋市道舟原町･前田町1号線及び豊橋市道小畷町･前田南町5号線。

## 概要
1917年（大正6年）2月、御大典記念前田耕地整理組合により、向山台地西側にあった低湿地帯の工事が着手され、1933年（昭和8年）には完了した。この工事により向山大池からの排水路と側道が延長1.4キロメートルにわたって整備された。1935年（昭和10年）12月、下水管を埋設して幅員12メートルの道路が完成し、この道路をその距離「1.4キロメートル=800間」であることから、「八百間通り」と呼ぶようになった。豊橋市での正式な道路の通称名の認定は1990年（平成2年）になってからのことである。八百間通り沿いには豊橋市立中部中学校や豊橋信用金庫本店などがある。

## 区間
- 西新町から前田南町1丁目まで
  - 約1.4km

## 交通規制
- 規制標識により最高速度40km/時、追越しのための右側部分はみ出し禁止、駐車禁止（南側の一部区間は規制時間帯07:00から22:00）に指定されている。

## 接続する路線
- 豊橋市道石田線

## 沿線・周辺
- 新町橋
- 豊橋市立中部中学校
- 円成寺
- 豊橋信用金庫本店
- 勧寺院

## 参考
- 『豊橋百科事典』[要ページ番号]（豊橋百科事典編集委員会）